# Eishockeynationalmannschaft der GUS
Die Eishockeynationalmannschaft der Gemeinschaft Unabhängiger Staaten (GUS) trat bei den Olympischen Winterspielen 1992 in Albertville im Eishockey für das Vereinte Team an und wurde Olympiasieger.

## Geschichte
Die Eishockeynationalmannschaft der GUS wurde 1992 gegründet, um das Vereinte Team, eine Auswahl von Sportlern aus den Mitgliedsstaaten der Gemeinschaft Unabhängiger Staaten, bei den Olympischen Winterspielen 1992 in Albertville zu vertreten. Zunächst bestritt die Mannschaft im Januar 1992 drei Freundschaftsspiele gegen Österreich, Kanada und Italien. Anschließend nahm die Nationalmannschaft in ihrer Olympiavorbereitung am Nissan Cup in der Schweiz teil, bei dem sie im Finale überraschend dem Gastgeber, der Schweizer Eishockeynationalmannschaft, in Bestbesetzung mit 0:3 unterlag.
Die Olympischen Winterspiele wurden schließlich vom GUS-Team dominiert, welches bei acht Spielen sieben Siege erreichte und nur eine einzige Niederlage (ein 3:4 gegen die Tschechoslowakei) hinnehmen musste. Schließlich wurde das Team durch einen 3:1-Finalsieg über Kanada Olympiasieger.

### Platzierungen
- Nissan Cup 1992: 2. Platz
- Olympische Winterspiele 1992: Goldmedaille

## Olympiasieger-Mannschaft 1992
| Olympiasieger Vereintes Team | Nikolai Chabibulin, Michail Schtalenkow, Andrei Trefilow – Sergei Bautin, Dmitri Juschkewitsch, Wladimir Malachow, Dmitri Mironow, Darius Kasparaitis, Igor Krawtschuk, Alexei Schitnik, Sergei Subow – Igor Boldin, Nikolai Borschtschewski, Wjatscheslaw Buzajew, Wjatscheslaw Bykow, Juri Chmyljow, Andrei Chomutow, Jewgeni Dawydow, Andrei Kowalenko, Alexei Kowaljow, Sergei Petrenko, Witali Prochorow, Alexei Schamnow Trainerstab: Wiktor Tichonow, Wladimir Jursinow, Igor Dmitrijew |